# Олейников, Александр Николаевич
Александр Николаевич Олейников (22 мая 1936 — 26 октября 2013) — доктор геолого-минералогических наук (1973), профессор (1984).

## Биография
Александр Олейников родился в Ленинграде в семье известного издательского работника. Отец — Николай Макарович Олейников — поэт, детский писатель и редактор детских журналов «Чиж», «Ёж», «Сверчок» и «Новый Робинзон» − был арестован летом 1937 года и расстрелян 24 ноября по обвинению в шпионаже в пользу Японии. Жена Лариса Александровна (урождённая Дорошко) была выслана с годовалым сыном в Башкирию (Стерлитамак). В 1957 году Н. М. Олейников был полностью реабилитирован.
После окончания геологического отделения Одесского государственного университета в 1958 году вернулся в Ленинград и был принят на работу во Всесоюзный (Всероссийский) научно-исследовательский геологический институт (ВСЕГЕИ), где проработал более полувека (1958—2013), пройдя путь от рядового геолога до главного научного сотрудника, председателя Ученого Совета ВСЕГЕИ.
А. Н. Олейников — автор более 300 научных работ в области осадочной геологии, стратиграфии мезозоя, палеонтологии (моллюски, ракообразные, миоспоры), прикладной математики и геологической документалистики. Основатель логико-математического направления исследований в области палеонтологии. Используя методику формирования нетрадиционных признаковых пространств, разработал информационные модели прогноза на алмазы (Восточная Сибирь), золото (Агадырское плато), никель (Ветреный пояс), нефтеносные структуры (Западная Сибирь, акватория Чёрного моря).
На протяжении многих десятилетий А. Н. Олейников являлся председателем Комиссии по триасовой системе и Комиссии по региональным стратиграфическим схемам Межведомственного стратиграфического комитета (МСК). С 2005 года он заместитель председателя МСК России, один из составителей третьего издания Стратиграфического кодекса России (2006). Был составителем-редактором и соавтором раздела «Палеозоология» Геологического словаря.
Почетный член Палеонтологического общества России, председатель секции математических методов в палеонтологии (1970 год).
Преподавал на Курсах повышения квалификации специалистов Министерства геологии, а также в Ленинградском горном институте (с 1960 г.) и Санкт-Петербургском университете (с 1962 г.). Председатель комиссии по проблемам энергоинформатики Русского географического общества. Был региональным представителем Геологической службы страны в Международной организации по хранению, автоматизированной обработке и поиску геологической информации (КОГЕОДАТА), руководил проектом № 106 «Пермо-триасовая стадия геологической эволюции» Международной программы геологической корреляции.
Награждён медалями Геологических обществ Чехии и Словакии и юбилейным знаком Геологической службы ВНР.
Занимался также изучением и практическим использованием биоэнергетических методов. Он оказал активное содействие внедрению биоэнергетических методов в практику археологических исследований по программам Института археологии РАН и Государственного Эрмитажа. Руководимая им группа специалистов выполняла поиски погребенных объектов на территориях Новгорода, Пскова, Калининграда, Закарпатья и других полигонов, а также вынесла на местность контуры захоронений печально известной Левашовской пустоши под Санкт-Петербургом, где в 30-е годы было расстреляно более 40 000 человек (в том числе его отец).
Участвовал в издании 12 томов Книги памяти жертвам политических репрессий.
Являлся членом Совета отделения планетологии РГО. В 1996 году он, совместно с Е. Б. Паевской, опубликовал прогноз обнаружения Трансплутона — 10-й планеты Солнечной системы. В декабре 2005 года она была обнаружена. Её масса, средний диаметр, объём и размеры орбиты совпали с предсказанными параметрами.
Похоронен на Серафимовском кладбище (3-й вязовый участок).

## Литературная деятельность
А. Н. Олейников — профессиональный литератор, исследователь творчества российского авангарда 20-30-х годов прошлого столетия. Как и отец — поэт, автор 2 книг стихотворений («Стихотворения», 2002 и «Песни и пляски», 2008), составитель и соавтор сборников стихов геологов «Друза», «Гравитация» и «Азимут». Автор научно-популярных книг «В недра планеты» и «Геологические часы Архивная копия от 19 декабря 2018 на Wayback Machine», неоднократно переизданной и переведенной на вьетнамский и японский языки.
В роли составителя, текстолога, автора комментариев или вступительной статьи он участвовал практически во всех корректных с литературной точки зрения изданиях прозы («Боевые дни» 1991, «Кружок умных ребят» 2008, «Уважаемые дети», 1989) и стихов («Пучина страстей» 1990, «Вулкан и Венера» 2004, «Прочь воздержание» 2011, «Стихотворения и поэмы» 2000 г в Библиотеке поэта) своего отца.
В активе А. Н. Олейникова лингвиста и переводчика — работа над «Финско-русско-английским словарем по вычислительным методам» и «Многоязычным тезаурусом по геологическим наукам». Переводил он и классическую европейскую поэзию (Гейне, Гёте, Киплинг, Лир). До сих пор не опубликован его перевод «Бхагават-гиты». Исследователь и толкователь «Слова о полку Игореве» (2014). Новый перевод «Слова» отличается от уже известных тем, что А. Н. Олейникову удалось выявить ритмическую структуру памятника, поделив текст первоисточника на строки и сгруппировав их в подобие строф. Каждая строка перевода соответствует строке древнерусского текста не только словесно, но и числом слогов и расстановкой ударений.
В «Примечаниях» к его статье «Магия поэзии и проза событий» дана необычная трактовка некоторых «темных» мест, а также географический и исторический комментарий. Из статьи очевидно, что взгляд А. Н. Олейникова на идейное содержание памятника расходится со взглядами его предшественников. Книга опубликована посмертно.

## Память
Именем А. Н. Олейникова назван Фонд экологии и оптимизации жизнедеятельности.